# Belanti (Sirah Pulau Padang)
Belanti is een bestuurslaag in het regentschap Ogan Komering Ilir van de provincie Zuid-Sumatra, Indonesië. Belanti telt 2548 inwoners (volkstelling 2010).